# Old Stinker
El Old Stinker (traducido literalmente como Viejo apestoso), también llamado The Hull Werewolf (traducido como El hombre lobo de Hull) es una supuesta criatura legendaria que merodea los bosques de Hull, en Inglaterra. Según reportes, su aspecto se asemejaría mucho al de un hombre lobo convencional, con excepción de su gran tamaño. Aunque algunos reportes indican que cuenta con un rostro humano. Otra característica destacable sobre la criatura es su penetrante y pútrido olor, de ahí su nombre.

## Reportes
Desde el siglo XII, el condado de Yorkshire, en Inglaterra, fue reconocido por el elevado número de lobos salvajes que habitaban en sus bosques, hasta su aparente extinción. Incluso, durante la época sajona, fueron construidos albergues a lo largo de los caminos para que los viajeros nocturnos pudieran refugiarse en casa de ser acechados por una manada de lobos. Los primeros avistamientos de la criatura se remontan al siglo XVIII, cuando fue descrito por primera vez como un hombre lobo particularmente fétido y con una larga y fuerte cola, que utilizaría como arma, y ojos rojos brillantes.
En 1960, el Old Stinker regresaría a la conciencia pública tras presentarse el reporte de un camionero que afirmó haber sido interceptado durante un viaje saliendo de Hull, por lo que él describió como "un lobo bípedo, de ocho pies de altura y con ojos rojos brillantes". Aparentemente fue el último reporte, hasta el año 2015, cuando una mujer reportó haber visto a una criatura peluda de ocho pies de altura cerca del drenaje pluvial artificial Barmston Drain, en el bosque The Wolds, en Yorkshire. Según el relato de la testigo, la criatura se movilizaba caminando en sus cuatro patas cuando súbitamente se puso de pie en dos patas para continuar así el resto del trayecto hasta que la perdió de vista. A partir de entonces, los reportes de avistamiento de una supuesta criatura, a la que atribuían ser el Old Stinker, se hicieron presentes en el área de Hull, casualmente la mayoría de los reportes afirman su presencia cerca del mismo desagüe.
El 21 de mayo de 2016, noche de luna llena, un historiador y un folklorista locales reunieron a un grupo de personas en el cementerio de Saint Mary, para dar caza a la bestia pero el mal tiempo imposibilitó su búsqueda.

## Teorías
Un académico local, doctor en literatura, Sam George, quien encabezó la primera conferencia internacional sobre hombres lobo, en la Universidad de Hertfordshire, atribuyó la creencia en el Old Stinker a un sentimiento de culpa colectiva producto de la extinción de los lobos que alguna vez habitaron con abundancia el área de Hull. Para el doctor George, el miedo que las personas se generan en sí mismas es una clase de justificante para la extinción de los lobos de la zona.